# Admet de l'Epir
Admet (grec antic: Ἄδμητος, llatí: Admetus) fou rei dels molossos, poble de la regió de l'Epir, en temps de l'atenès Temístocles, el qual, com a cap suprem d'Atenes, era enemic seu.
Quan Temístocles es va haver d'escapar acusat de traïció davant de Pausànies, va anar a Corfú i l'Epir, i finalment es va veure acorralat i va haver d'anar a refugiar-se al regne d'Admet. Aquest era absent, però la seva dona Ftia li va donar la benvinguda i li va aconsellar que s'assegués vora el foc amb el seu fill als braços. Quan Admet va tornar, Temístocles va admetre que havia dit als atenesos que rebutgessin una petició seva, però li demana que no es vengi d'un adversari exiliat. Admet l'escoltava i veia la seva actitud de suplicant amb el nen als braços i va confirmar la bona rebuda que la seva dona li havia fet. Li va concedir la seva protecció i va rebutjar entregar-lo als comissionats lacedemonis i atenencs que van arribar poc després malgrat les seves amenaces. Així Temístocles va arribar sa i estalvi a Pidna i d'allí va passar a la cort de Pèrsia, segons expliquen Tucídides i Plutarc.